# Apple Ipad Mini
Ipad mini (skrivs "iPad mini" i marknadsföring), annonserad den 23 oktober 2012 , är en mindre variant (7,85 tum) från Apple Inc av bolagets tidigare lanserade surfplatta Ipad (9,7 tum).

## Annonsering
Ipad mini annonserades som en av flera olika produktnyheter (Macbook Pro 13 tum med Retina-skärm, ny Imac, ny Mac mini, ny Ipad och första generationen av Ipad mini) vid en direktsänd presentation av företaget Apples högst uppsatta chefer (Phil Schiller och VD Tim Cook) den 23 oktober 2012 .

## Kompatibilitet med Ipad
Ipad mini har samma skärmupplösning som första två generationerna av Ipad, vilket är 1024 × 768. Det medför att alla existerande Ipad-appar är kompatibla och ej behöver anpassas.

## Specifikationer (generation 1)
WiFi-modellen:
- Operativsystem: iOS (version 9)
- Skärm: 7,9 tum pekskärm med 1024 × 768 pixlar och pixeltätheten 163 ppi
- Lagring: 16, 32 eller 64 gigabyte
- Processor: Apple A5
- WiFi: 802.11n (och a/b/g)
- Bluetooth: 4.0
- Positionering: WiFi
- Kabelkontakt: Apples egen Lightning-kontakt (för laddning, HDMI-adapter, synkronisering med dator, med mera)
- Kamera, fram: 720p (video), 1,2 megapixel (foto)
- Kamera, bak: 1080p (video), 5 megapixel (foto)
- Batteri: 16,3 watt-timmar (inbyggt)

Mobilversionen adderar:
- Mobilnät: 3G och LTE (fåtal frekvensband)
- Typ av SIM-kort: Nano-SIM
- Positionering: A-GPS och GLONASS

Pris i Sverige vid lansering, inklusive moms: 
- 16 GB: 2995 kr (4195 kr för 3G/LTE-modell)
- 32 GB: 3795 kr (4995 kr för 3G/LTE-modell)
- 64 GB: 4595 kr (5795 kr för 3G/LTE-modell)

Pris i USA vid lansering, exklusive moms: 
- 16 GB: 329 dollar (459 dollar för 3G/LTE-modell)
- 32 GB: 429 dollar (559 dollar för 3G/LTE-modell)
- 64 GB: 529 dollar (659 dollar för 3G/LTE-modell)

## Specifikationer (generation 2)
WiFi-modellen:
- Operativsystem: iOS (version 9)
- Skärm: 7,9 tum pekskärm med 2048 x 1536 pixlar (retina) och pixeltätheten 326 ppi
- Lagring: 16 eller 32 gigabyte
- Processor: Apple A7
- WiFi: 802.11n (och a/b/g)
- Bluetooth: 4.0
- Positionering: WiFi, Digital kompass
- Kabelkontakt: Apples egen Lightning-kontakt (för laddning, HDMI-adapter, synkronisering med dator, med mera)
- Kamera, fram: 720p (video), 1,2 megapixel (foto)
- Kamera, bak: 1080p (video), 5 megapixel (foto)
- Batteri: 23,8 watt-timmar (inbyggt)

Mobilversionen adderar:
- Mobilnät: 3G och LTE (band 1, 2, 3, 4, 5, 7, 8, 13, 17, 18, 19, 20, 25, 26)
- Typ av SIM-kort: Nano-SIM
- Positionering: A-GPS, GLONASS och mobilnät

Pris i Sverige i april 2016, inklusive moms: 
- 16 GB: 2795 kr (4095 kr för 3G/LTE-modell)
- 32 GB: 3295 kr (4595 kr för 3G/LTE-modell)

Pris i USA i april 2016, exklusive moms 
- 16 GB: 269 dollar (399 dollar för 3G/LTE-modell)
- 32 GB: 319 dollar (449 dollar för 3G/LTE-modell)